# Денер (Калифорнија)
Денер (енгл. Denair) насељено је место без административног статуса у америчкој савезној држави Калифорнија.

## Демографија
По попису из 2010. године број становника је 4.404, што је 958 (27,8%) становника више него 2000. године.
| Група             | 2000.         | 2010.         |
| Белци             | 2.402 (69,7%) | 2.815 (63,9%) |
| Афроамериканци    | 9 (0,3%)      | 25 (0,6%)     |
| Азијати           | 8 (0,2%)      | 42 (1,0%)     |
| Хиспаноамериканци | 915 (26,6%)   | 1.423 (32,3%) |
| Укупно            | 3.446         | 4.404         |